# Carl Blechen
Carl Eduard Ferdinand Blechen, född 29 juli 1798 i Cottbus, död 23 juli 1840 i Berlin, var en tysk landskapsmålare.

## Biografi
Carl Blechen kom från ett enkelt hem och utbildade sig till bankkamrer. Först 1822 påbörjade han en konstutbildning vid den preussiska konstakademin i Berlin. Där studerade han landskapsmåleri hos Peter Ludwig Lütke. År 1823 gjorde han en studieresa till Dresden. Mellan 1824 och 1827 arbetade han som dekorationsmålare vid Königstädtisches Theater i Berlin.
En vändpunkt i hans konstnärskap var en längre Italienresa 1828/29 där han besökte Rom, Neapel och dess omgivningar. Han övergav den romantiska traditionen till förmån för en mer realistisk måleri som t ex i målningen Paperskvarnar i Amalfi, något som många av hans samtida hade svårt att uppskatta. 
År 1831 efterträdde Carl Blechen sin tidigare lärare P.L. Lütke som professor för landskapsmåleri vid den preussiska konstakademin. 1833 reste han till Harz och två senare till Paris. Samma år visade han de första tecken på psykisk sjukdom. Då hans hälsotillstånd försämrades var han tvungen att lägga ner sin undervisning 1836 och året efter blev han intagen i en klinik där han dog 1840.

## Verk
Carl Blechen var en av de främsta landskapsmålare i Tyskland under sin tid. Det var sällan den fridfulla naturen han framställde, utan det var mörka bilder med några få figurer. Han tog flera av sina motiv från Italien men skildrade även tyska regioner. Hans tavlor utmärker sig för skarp natursanning med på samma gång djupt gripande stämning. Ursprungligen var han främst romantiskt inriktad i sin konst, och valde ofta höga romantiska landskap med staffagefigurer ur den romantiska litteraturen, men efter en resa till Italien 1828-29 övergick han mot ett målmedvetet studium av ljus och färg, och blev en av impressionismens föregångare i Tyskland. 
Carl Blechen är representerad vid många tyska konstmuseer som t ex vid Alte Nationalgalerie Berlin, Hamburger Kunsthalle, Kunsthalle Bremen, Galerie Neue Meister, Dresden, Neue Pinakothek München, och dessutom i Österrike vid Österreichische Galerie Belvedere Wien:

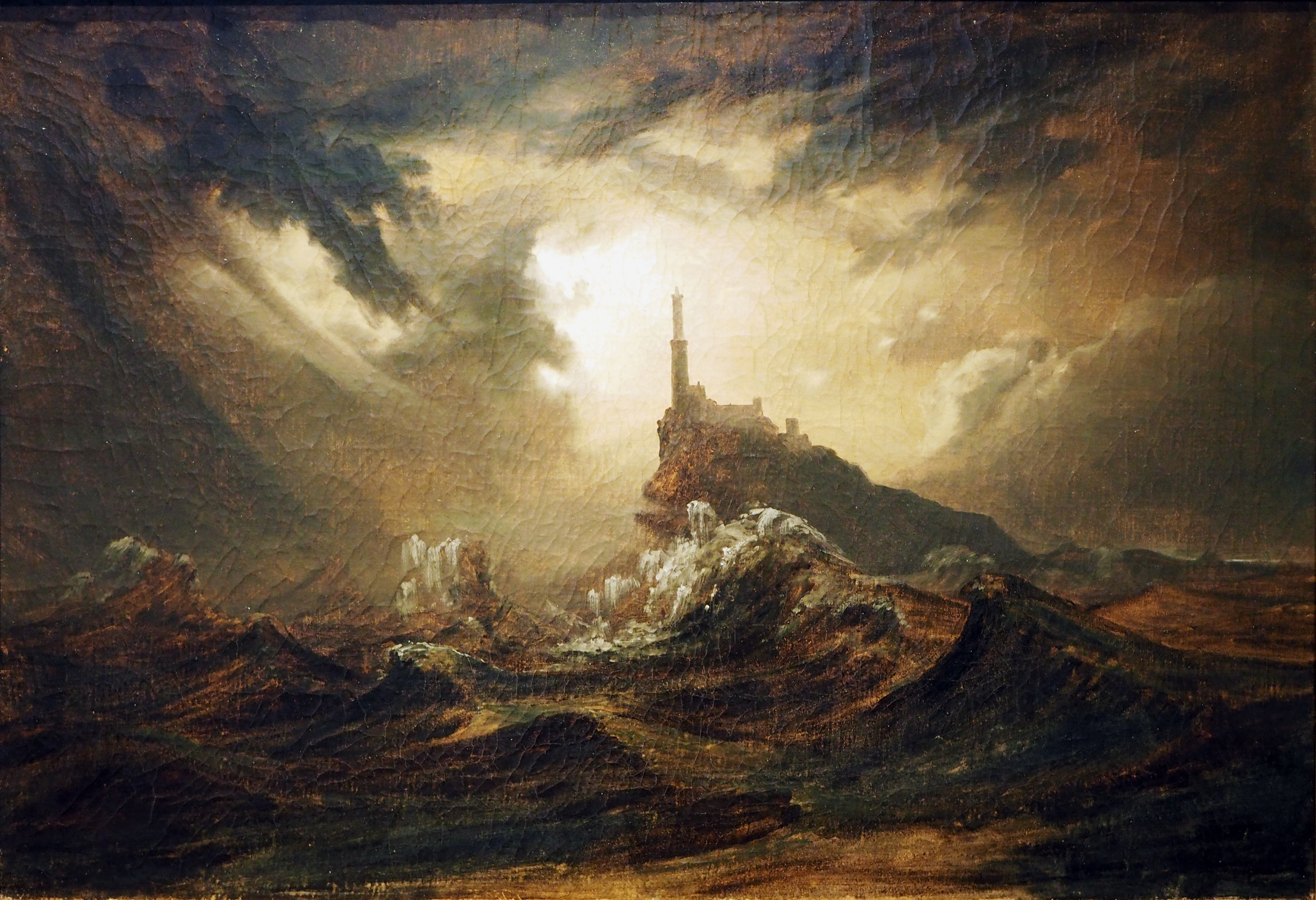
Stormigt hav, 1825, Hamburger Kunsthalle
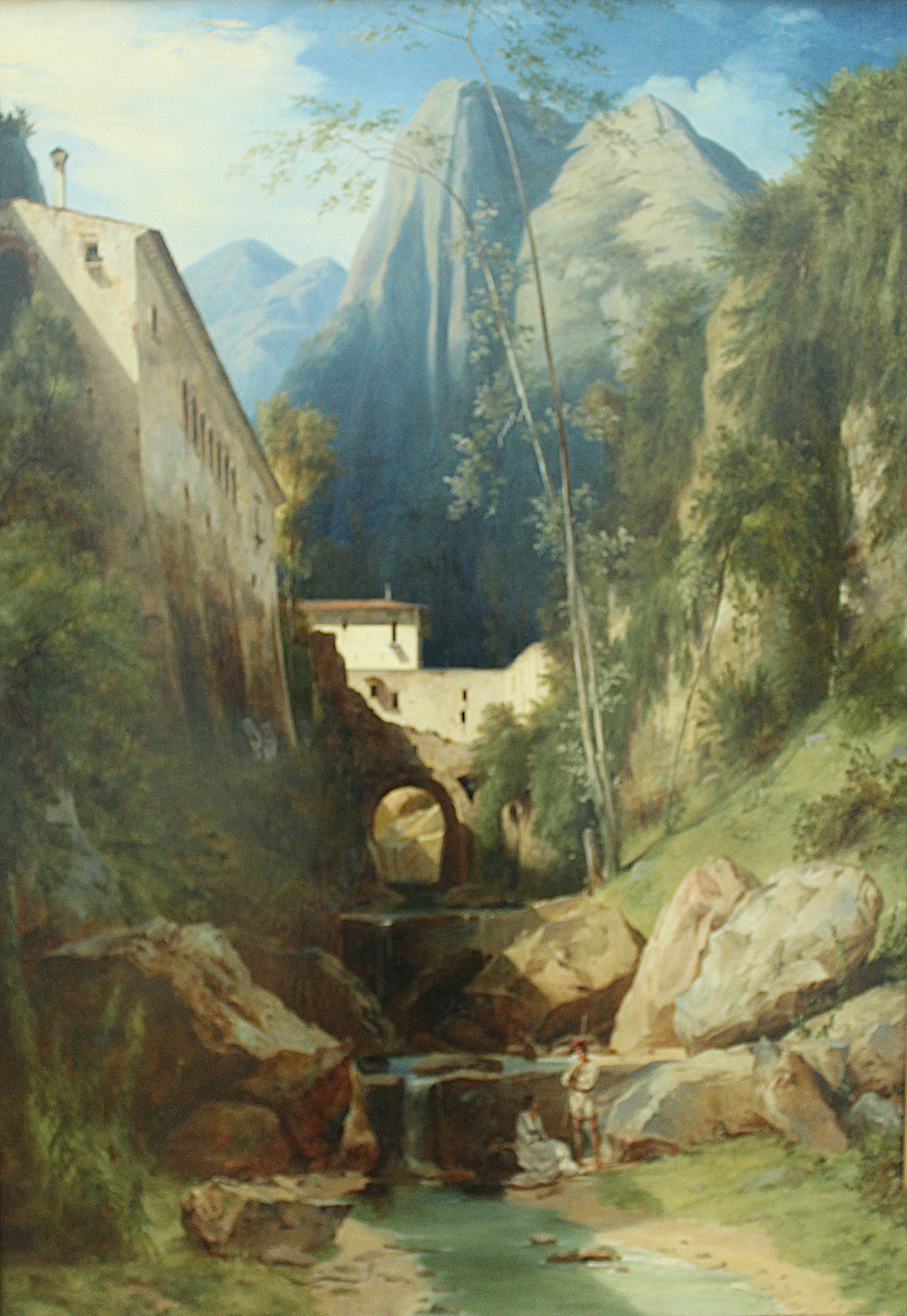
Kvarnar vid Amalfi, 1829, Museum der bildenden Künste Leipzig
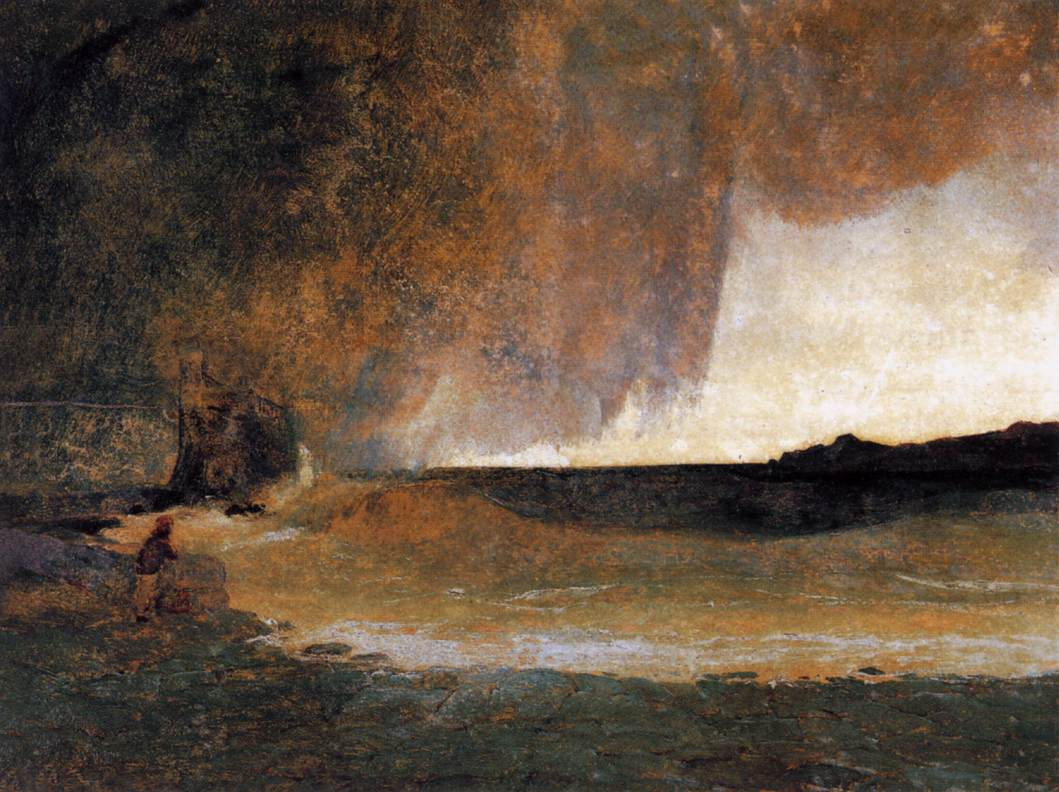
Viken av Rapallo, 1829/30, Alte Nationalgalerie Berlin
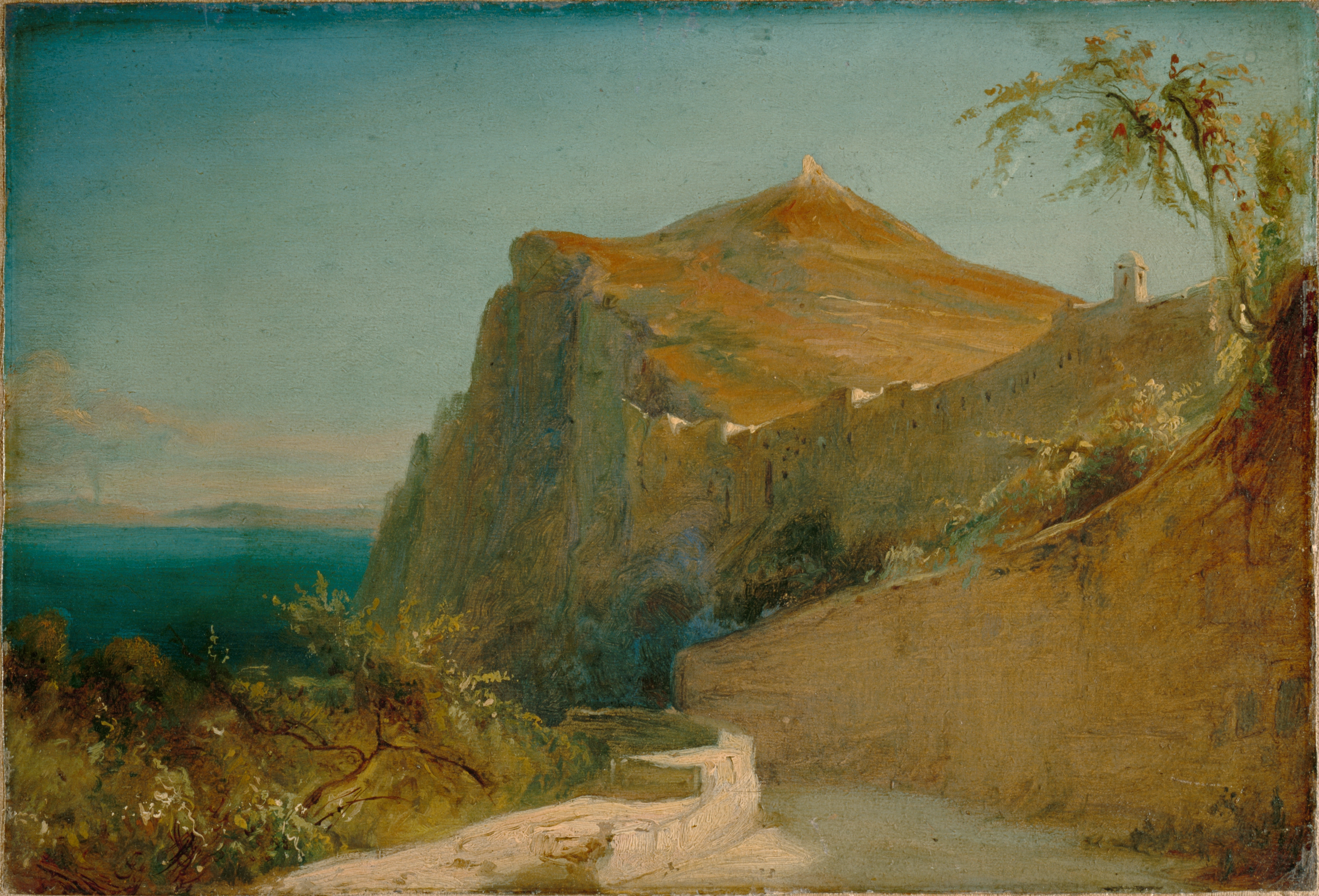
Tiberiusklippan på Capri, 1829/30, Landesmuseum Hannover
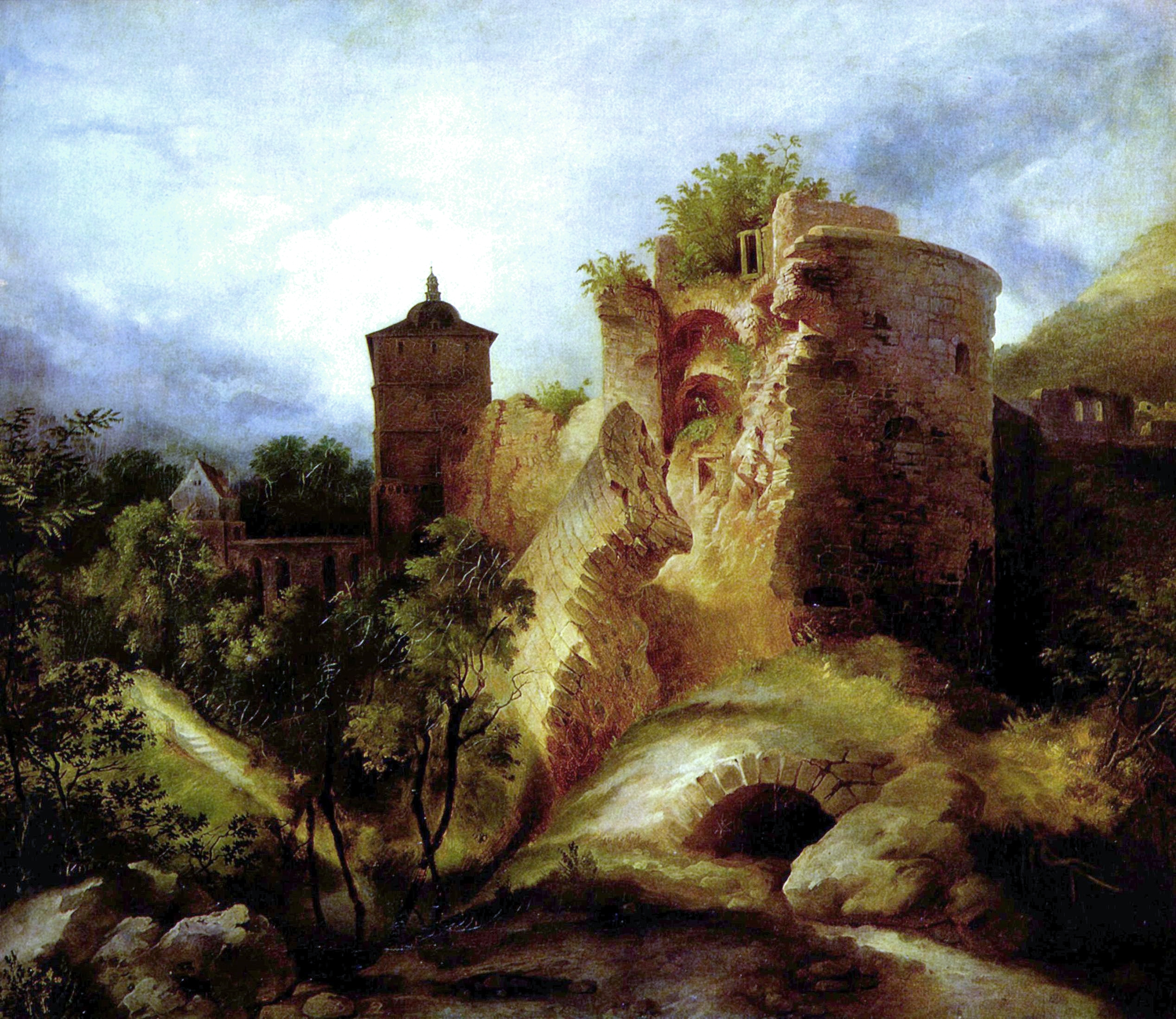
Det sprängda Tornet av Heidelbergs slott, ca 1830, Kunsthalle Bremen
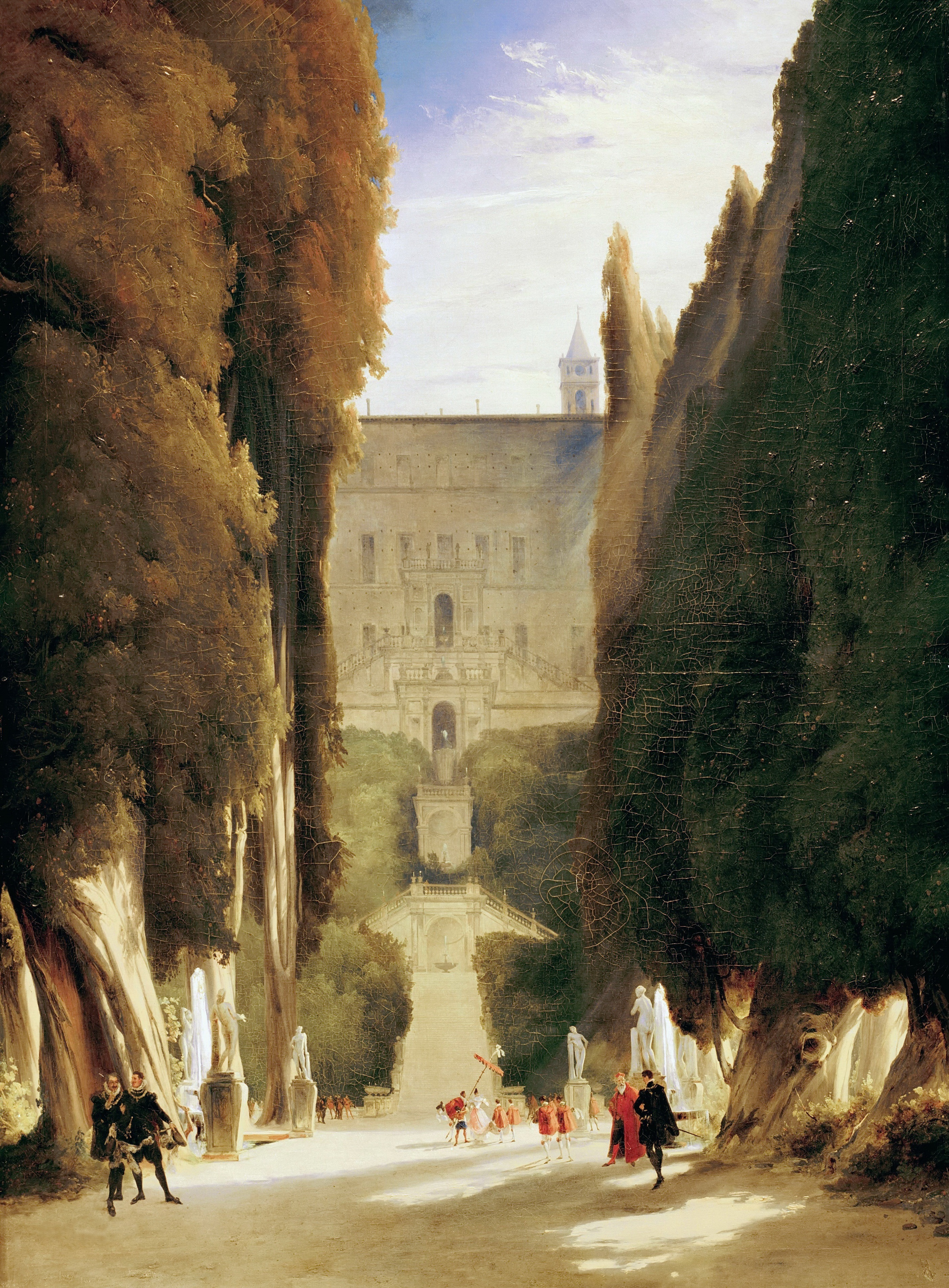
I parken till Villa d'Este, 1830, Alte Nationalgalerie Berlin
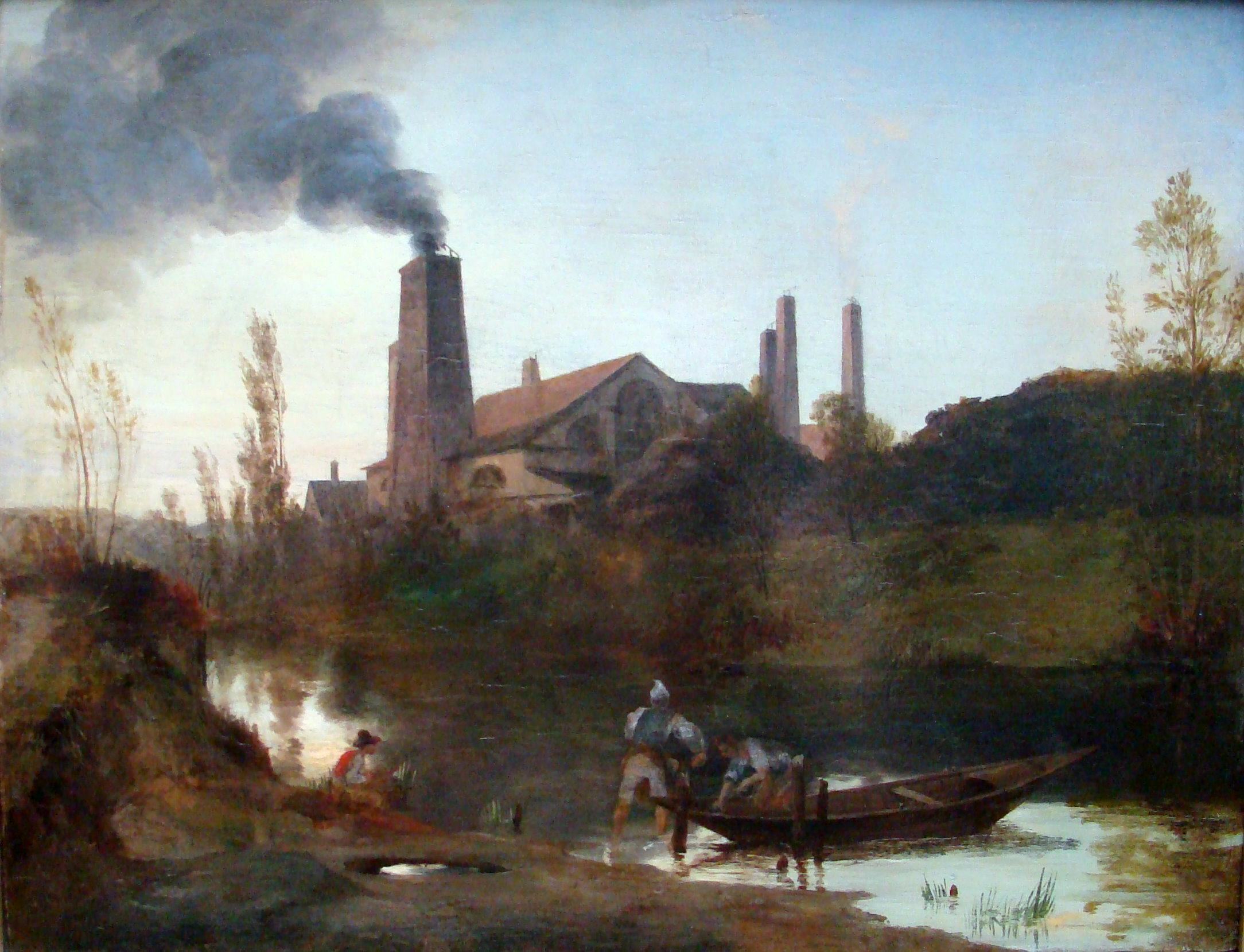
Valsverk Neustadt-Eberswalde, 1830, Alte Nationalgalerie Berlin
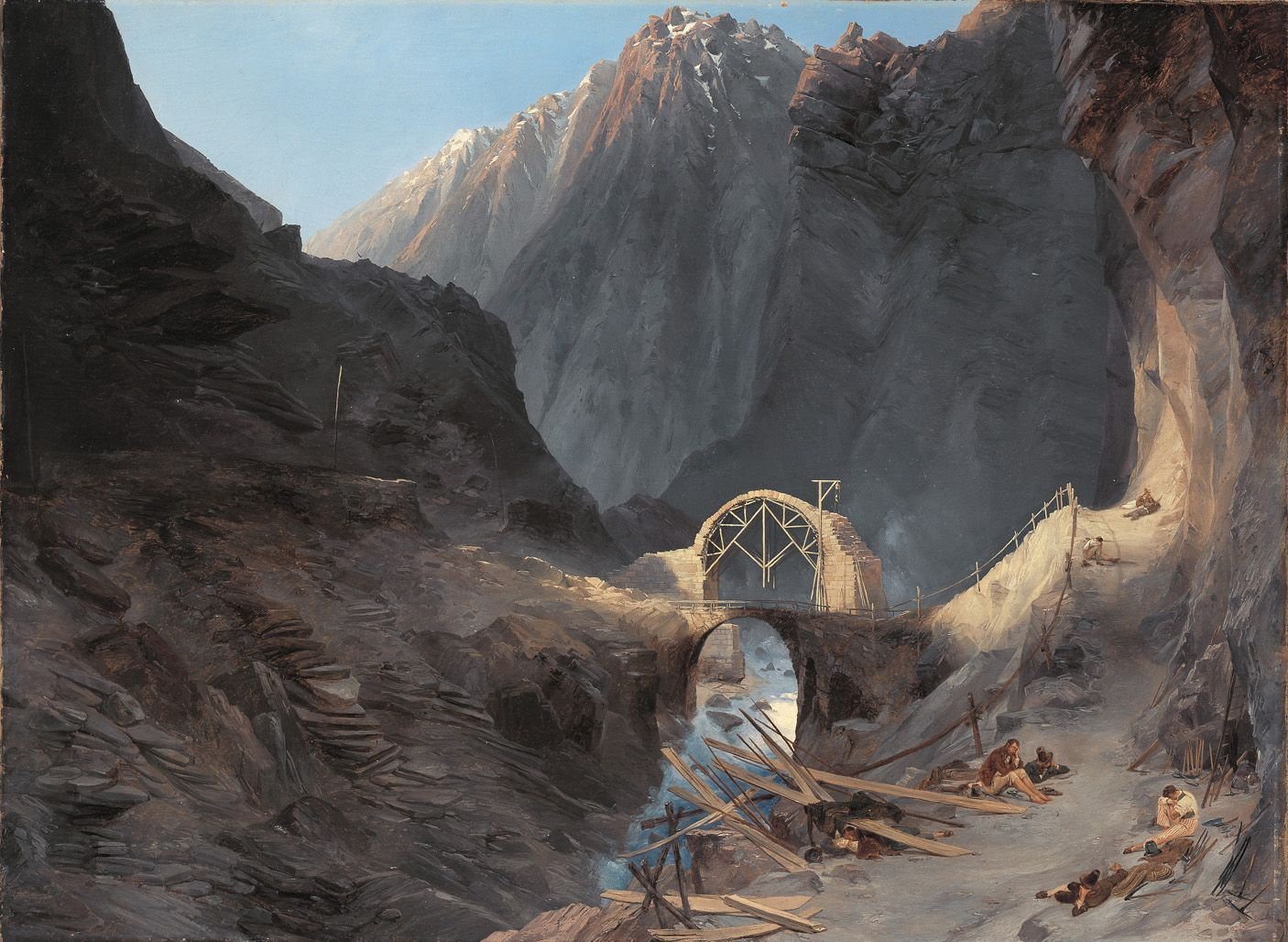
Bygget av djävulsbron, 1830–32, Neue Pinakothek München
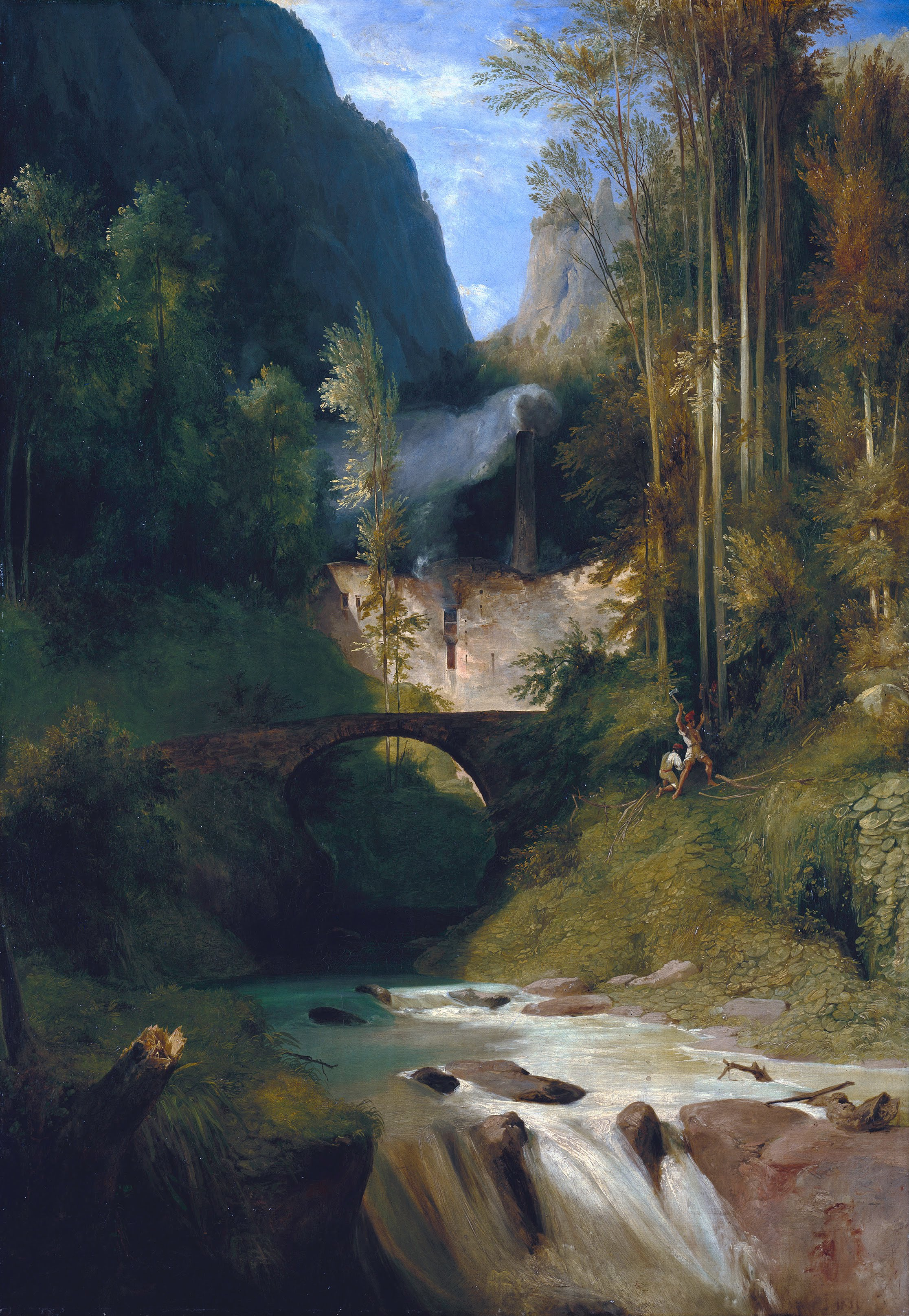
Schlucht bei Amalfi, 1831, Alte Nationalgalerie Berlin
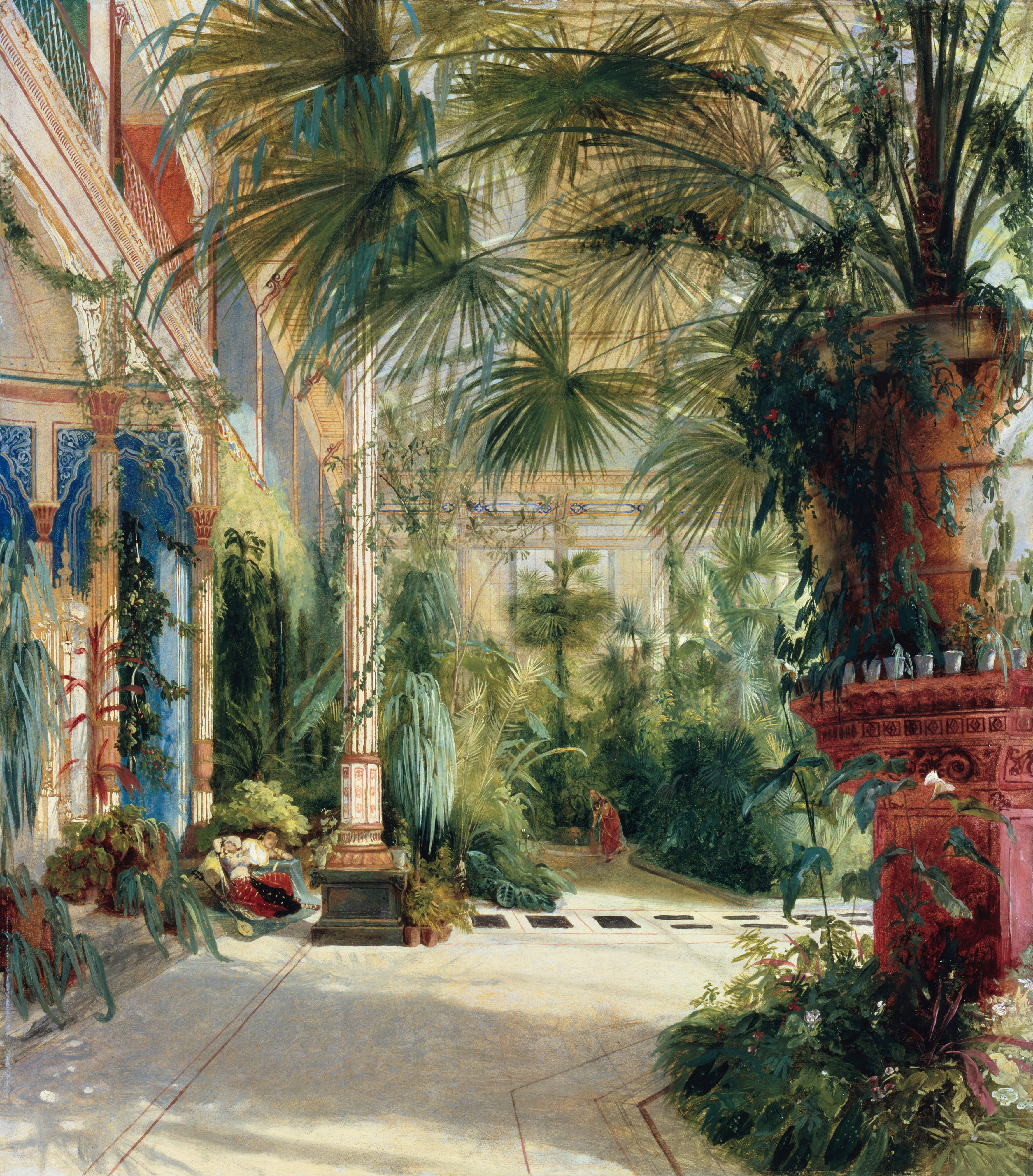
I palmhuset på Pfaueninsel vid Potsdam, 1832, Alte Nationalgalerie Berlin
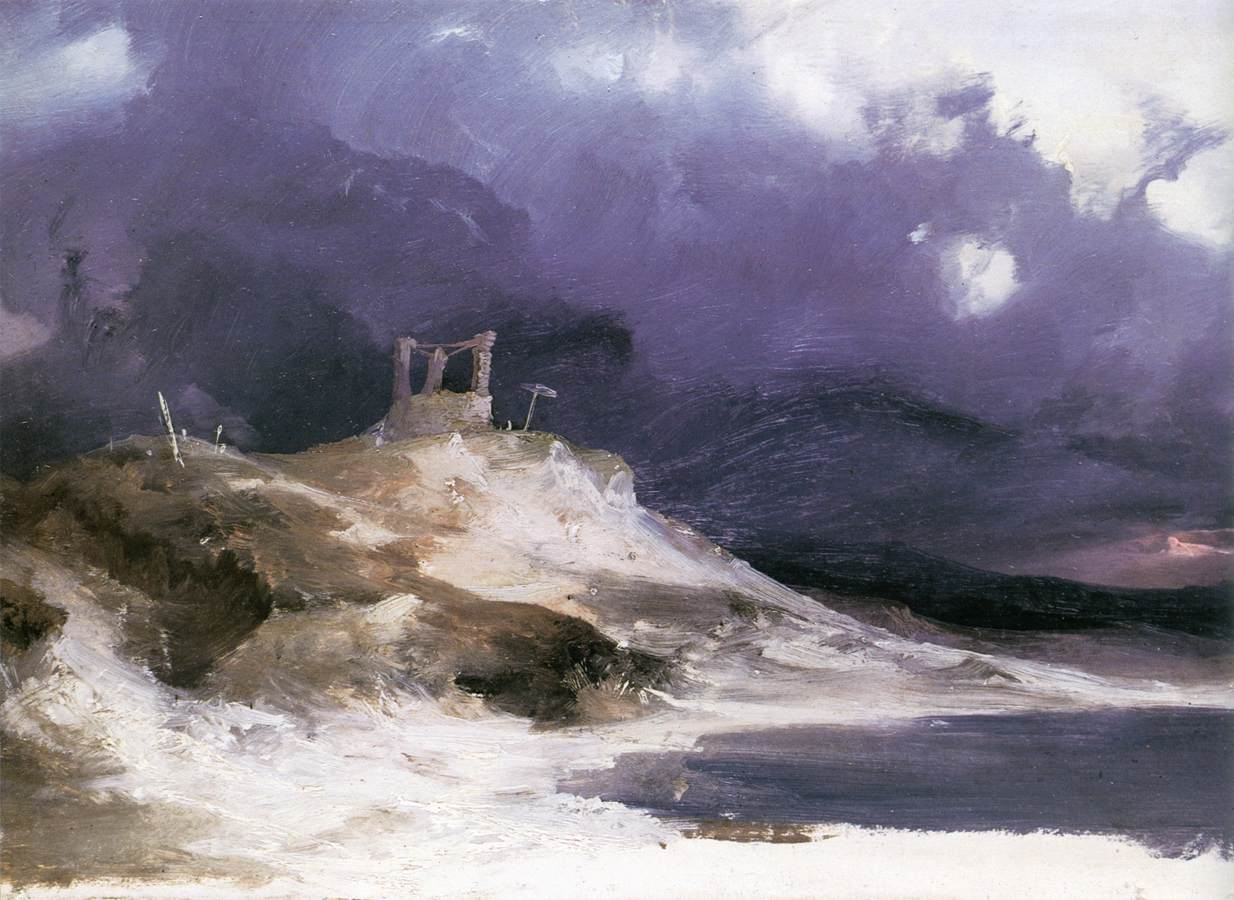
Galgberget, 1833, Galerie Neue Meister Dresden
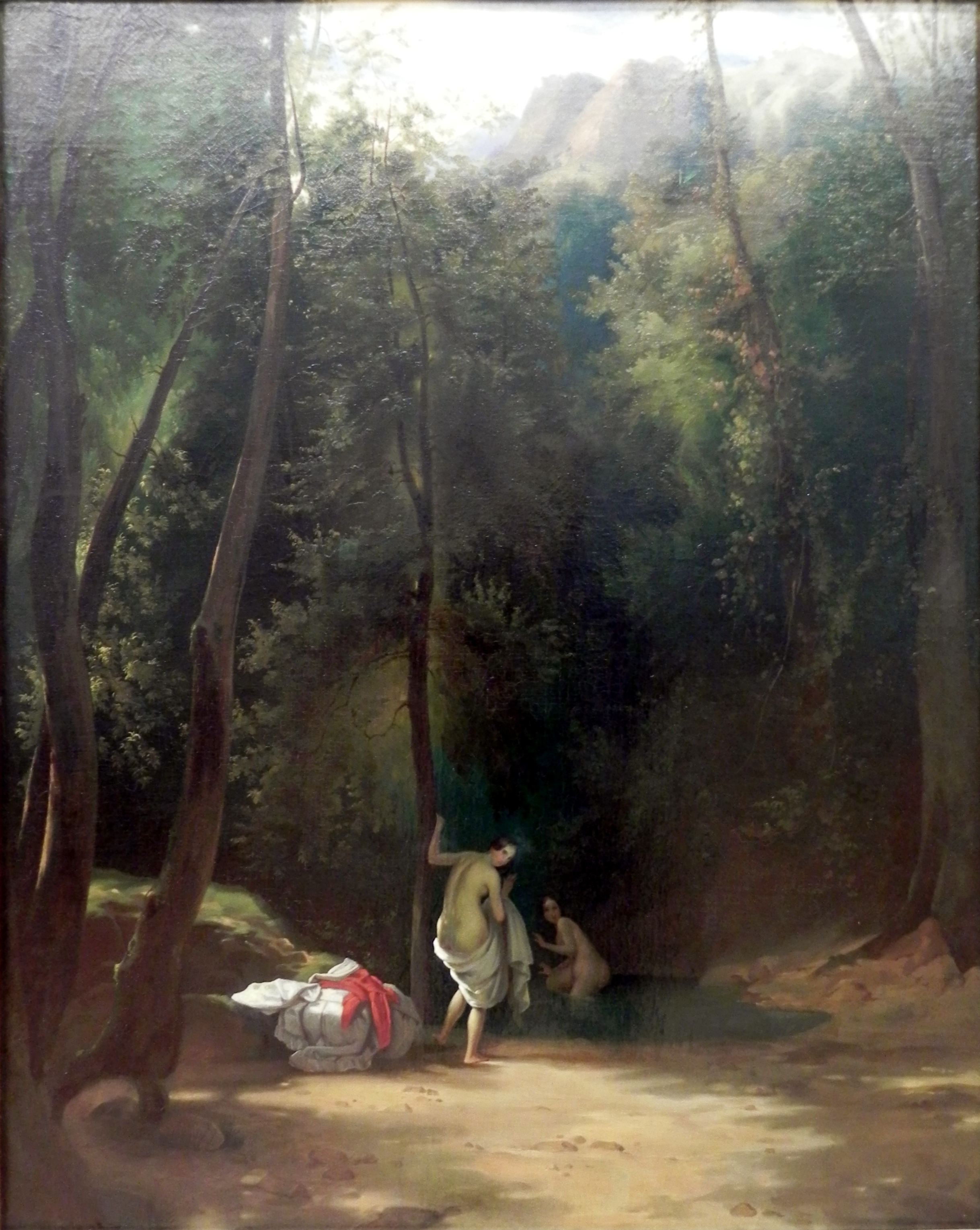
Badande flickor i parken Terni, vermutlich 1834, Landesmuseum Hannover